# Chloropsina costale
Chloropsina costale är en tvåvingeart som först beskrevs av Malloch 1931.  Chloropsina costale ingår i släktet Chloropsina och familjen fritflugor. Inga underarter finns listade i Catalogue of Life.